# Базар (гостиница)
Гостиница Ба́зар (пол. Hotel Bazar) — историческое здание в Познани, Польша. В XIX веке и начале XX века в гостинице Базар размещались различные польские общественные, коммерческие организации, проживали общественные польские деятели, которые сыграли значительную роль в сохранении и развитии польского самосознания на территории Королевства Пруссии.

## История
24 июня 1838 года по инициативе познанского врача Кароля Марцинковского, землевладельцев Юзефа Лубеньского, Мацея Мельжинского и других лиц был создано акционерное общество «Spółka Akcyjna Bazar». Уставной деятельностью общества было содействие общественным инициативам в Познани. Одним из условий общества было принятие в его члены только поляков. Часть прибыли предполагалось передавать на социальные нужды городского населения.
В конце 1838 года комитет общества одобрил строительство гостиницы Базар, в которой предполагалось разместить номера для проживания, различные торговые точки и мастерские для польских ремесленников. Проект здания разработали архитекторы Е. Штойденер и А. Кжижановский. Строительство Базара закончилось в 1842 году. Гостиница Базар в то время стала самым крупным общественным зданием в Познани после императорского замка.
После строительства в Базаре разместились польские организации Центральная сельскохозяйственная ассоциация, Крестьянский банк, Товарищество помощи науке, Общество народных исследований, Познанское общество друзей науки. В Базаре были созданы польские газеты Dziennik Poznański и Kurier Poznański. Здесь также была размещена избирательная комиссия, которая подготовила список кандидатов для польского Сейма и парламента прусского королевства.
Общество «Spółka Akcyjna Bazar» сплачивало вокруг себя польских патриотов из различных социальных слоёв, поэтому оно находилось под пристальным вниманием прусских властей. В 1848 году в Базаре был основан Народный комитет, который исполнял функции польского правительства во время восстания 1848-го года.
27 декабря 1918 года в гостинице жил Игнаций Падеревский, чья бурная речь с окна привела к  Великопольскому восстанию.
Между двумя мировыми войнами в гостинице Базар располагался ресторан, славившийся своей коллекцией вин. В 1945 году гостиница пострадала от пожара и была восстановлена в 1950 году.
В 1990 году гостиница Базар была возвращена своим прежним владельцам.

## Источник
- Witold Jakóbczyk, W poznańskim Bazarze 1838—1939, Poznań 1986.
- Maciej Roman Bombicki, Bazar poznański: lata świetności, Poznań 1995.

## Галерея

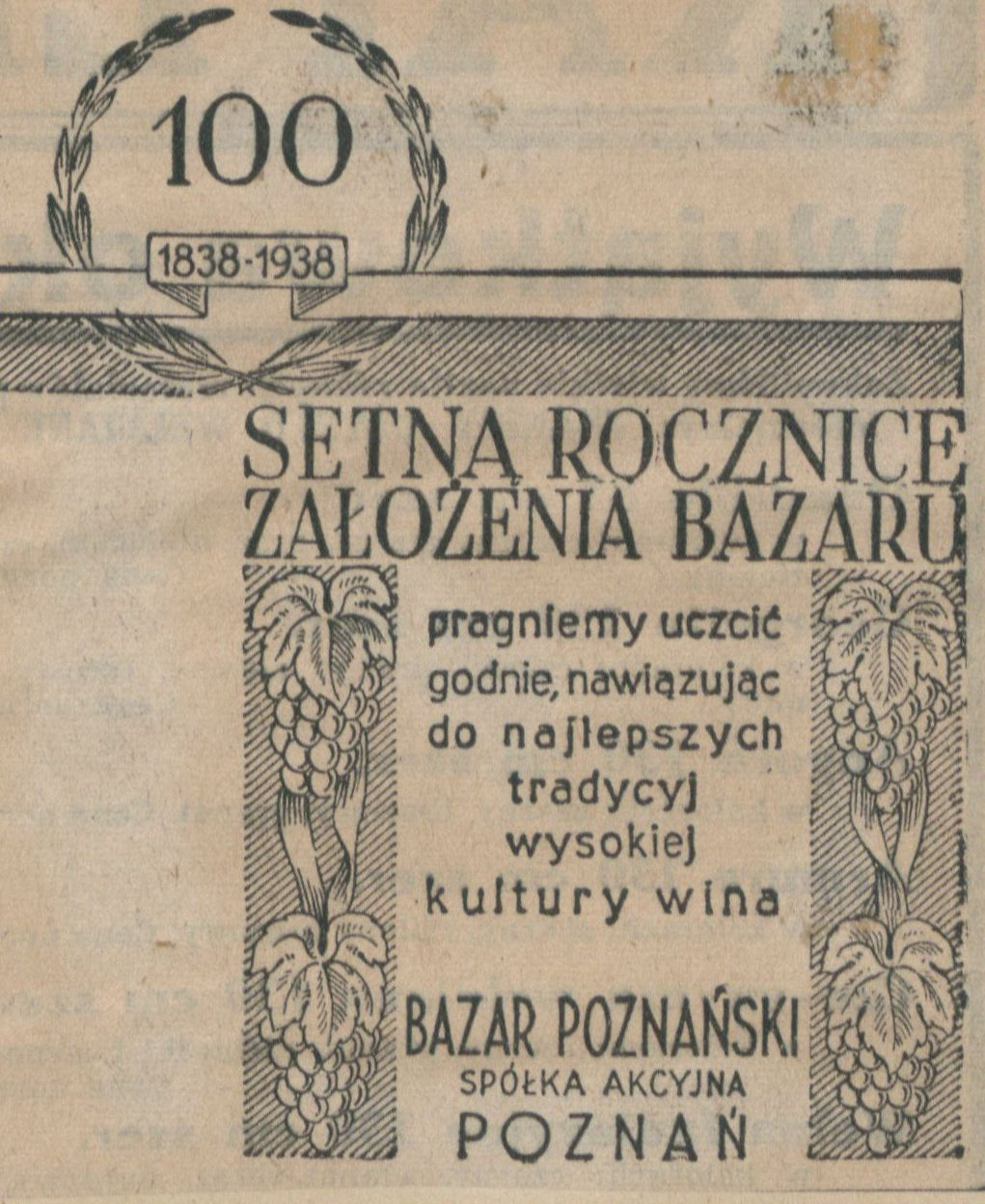
Столетие гостиницы Базар 1938 г. - источник: Государственных Архив в Познани
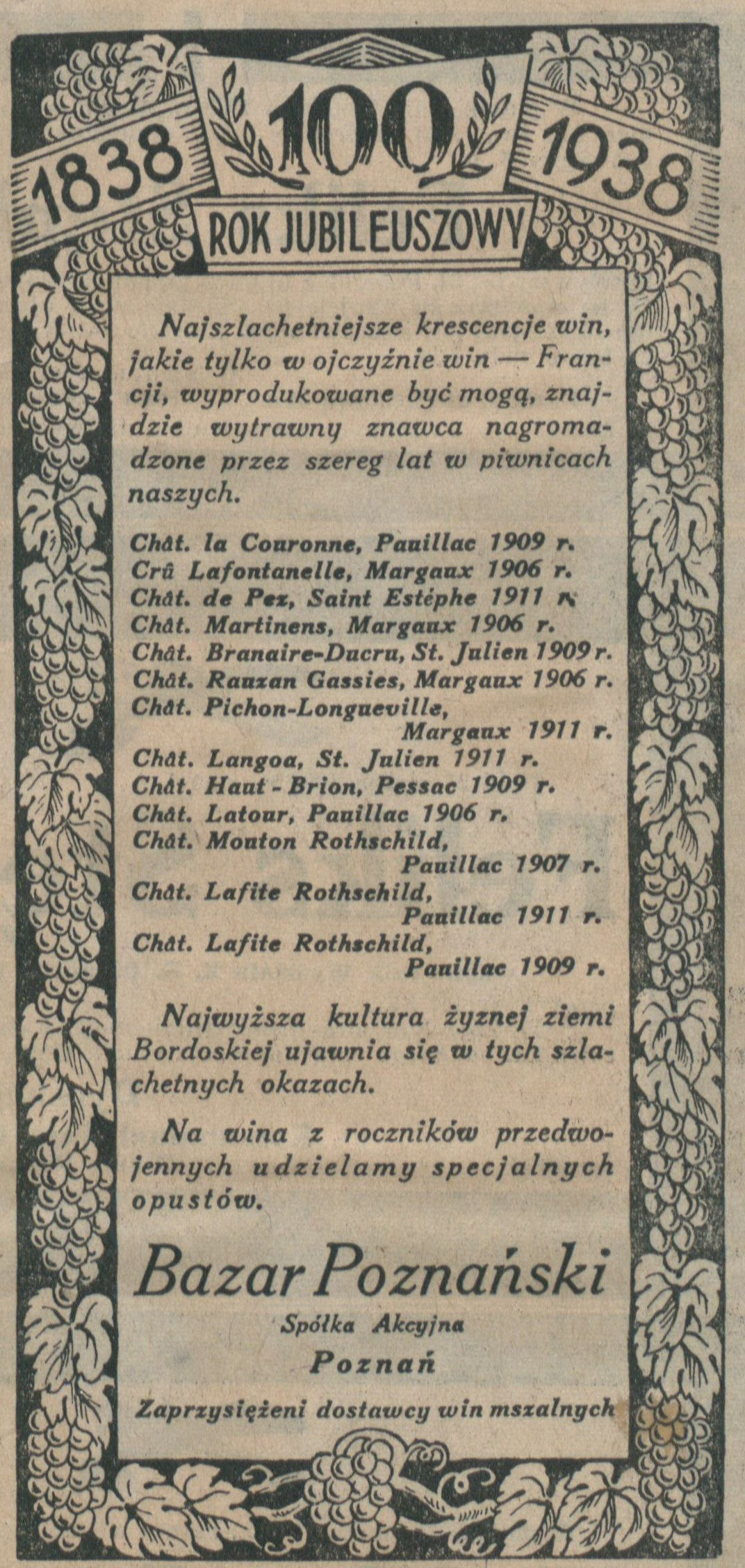
Столетие гостиницы Базар 1938 г. - источник: Государственных Архив в Познани
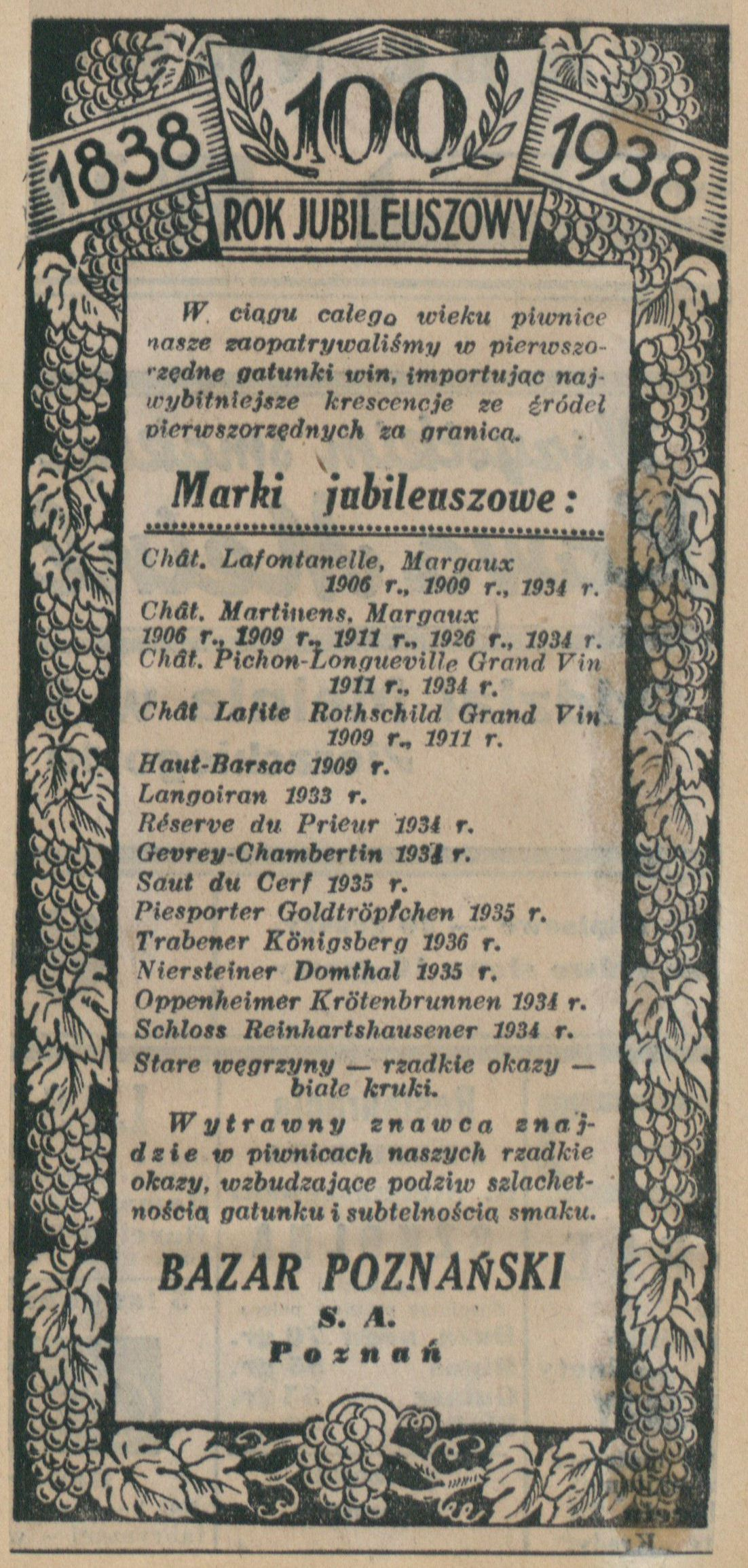
Столетие гостиницы Базар 1938 г. - источник: Государственных Архив в Познани
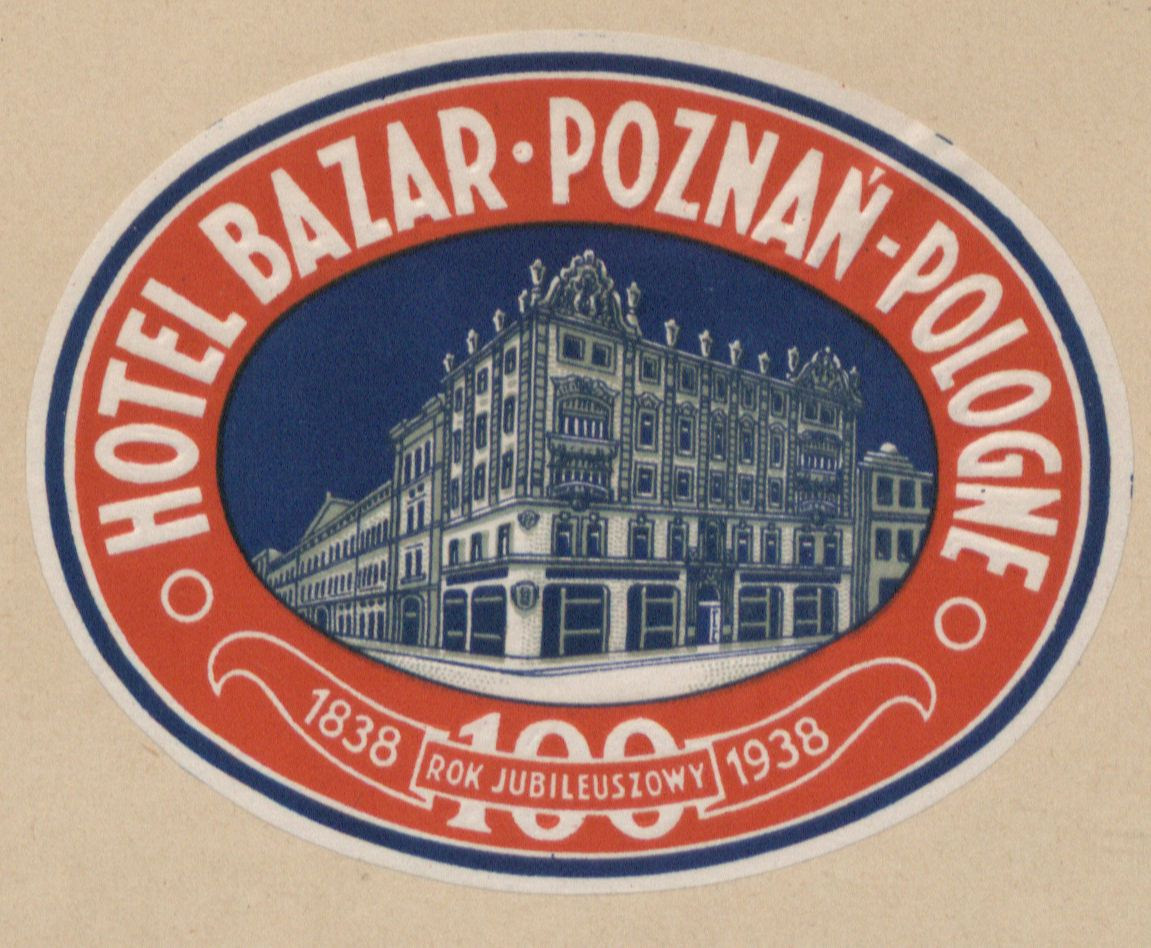
Столетие гостиницы Базар 1938 г. - источник: Государственных Архив в Познани
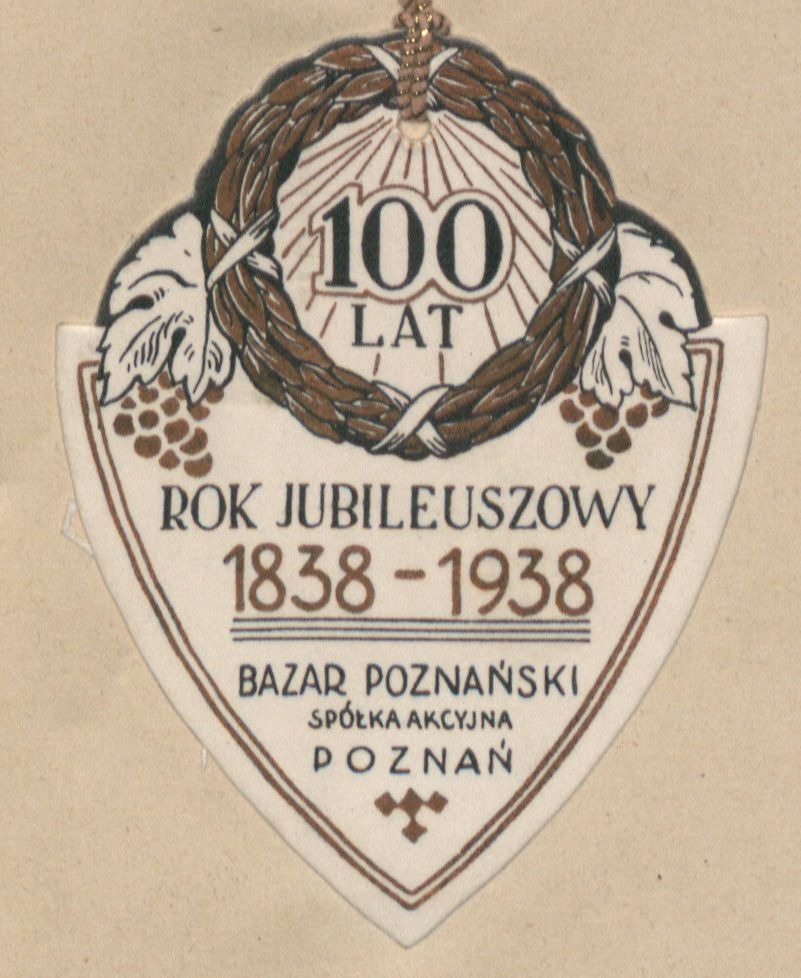
Столетие гостиницы Базар 1938 г. - источник: Государственных Архив в Познани